# Repaid (film 1916)
Repaid è un cortometraggio muto del 1916 diretto da Thomas Ricketts.

## Produzione
Il film fu prodotto dall'American Film Manufacturing Company.

## Distribuzione
Distribuito dalla Mutual Film, il film - un cortometraggio in due bobine - uscì nelle sale cinematografiche degli Stati Uniti il 22 maggio 1916.